# マスリー賞
マスリー賞（Massry Prize）はアメリカ合衆国の生命科学の賞。1996年にマスリー財団によって設立され、2009年以降は南カリフォルニア大学によって授与されている。賞金は40,000ドル。
これまでの受賞者総数54名（2024年10月現在）のうち、24名(約44.4%) が後にノーベル生理学・医学賞またはノーベル化学賞を受賞し（生理学・医学賞19名、化学賞5名）、ノーベル賞の一つの有力な先行指標とされている。

## 受賞者
太字はノーベル賞受賞者
- 1996年： Michael Berridge
- 1997年： マーク・プタシュネ
- 1998年： ジューダ・フォークマン
- 1999年： ギュンター・ブローベル
- 2000年： リーランド・ハートウェル
- 2001年： アブラム・ハーシュコ, アレクサンダー・バーシャフスキー
- 2002年： オリヴァー・スミティーズ, マリオ・カペッキ
- 2003年： チャールズ・デビッド・アリス, ロジャー・コーンバーグ, マイケル・グルンスタイン
- 2004年： アダ・ヨナス, Harry Noller
- 2005年： クレイグ・メロー, アンドリュー・ファイアー,  David Baulcombe
- 2006年： 遠藤章
- 2007年： Michael E. Phelps
- 2008年： 山中伸弥, James Thomson, ルドルフ・イエーニッシュ
- 2009年： ヴィクター・アンブロス, ゲイリー・ラヴカン
- 2010年： ジェームズ・ロスマン, ランディ・シェクマン
- 2011年： フランツ＝ウルリッヒ・ハートル, Arthur Horwich
- 2012年： ジェフリー・ホール, マイケル・ロスバッシュ, マイケル・ヤング
- 2013年： Michael Sheetz, James A. Spudich, ロナルド・ベール
- 2014年： スティーヴン・ローゼンバーグ, ジーリグ・エシュハー, ジェームズ・P・アリソン
- 2015年： Philippe Horvath, ジェニファー・ダウドナ, エマニュエル・シャルパンティエ
- 2016年： Gero Miesenböck, ペーター・ヘーゲマン, カール・ダイセロス
- 2017年： Rob Knight, ジェフリー・ゴードン, Norman R. Pace
- 2018年： グレッグ・セメンザ, ウィリアム・ケリン, ピーター・ラトクリフ
- 2019年： Stanley T. Crooke, Ryszard Kole
- 2021年： スバンテ・ペーボ, デイヴィッド・ライク, Liran Carmel